# Jorge Griffa
Jorge Bernardo Griffa Monferoni (Casilda, 1935. május 7. – Rosario, 2024. január 15.) válogatott argentin labdarúgó, hátvéd.

## Pályafutása

### Klubcsapatban
1954 és 1959 között a Newell’s Old Boys, 1959 és 1969 között a spanyol Atlético Madrid, 1969 és 1971 között az Espanyol labdarúgója volt. Az Atléticóval egy bajnoki címet és három spanyolkupa-győzelmet ért el. Tagja volt az 1961–62-es idényben KEK-győztes, majd a következő idényben KEK-döntős csapatnak.

### A válogatottban
1959-ben négy alkalommal szerepelt az argentin válogatottban. Tagja volt az 1959-es Copa América-győztes csapatnak.

## Sikerei, díjai
Argentína
- Copa América
  - győztes: 1959 (Argentína)

 Atlético Madrid
- Spanyol bajnokság
  - bajnok: 1965–66
- Spanyol kupa (Copa del Generalísimo)
  - győztes (3): 1960, 1961, 1965
- Kupagyőztesek Európa-kupája (KEK)
  - győztes: 1961–62
  - döntős: 1962–63